# Coll des Verger
El Coll des Verger és un coll de la Serra de Tramuntana que pertany al municipi de Banyalbufar. Està situat a la carretera Ma-10, en el segment que va de Banyalbufar a Estellencs. Allà s'hi troba la torre del Verger, també anomenada torre del Coll del Verger o torre de les Ànimes.